# Martsdeportationerne
Martsdeportationer (estisk: märtsiküüditamine) er deportationerne af omkring 90.000 baltere mellem 25. marts og 29. marts 1949. Den sovjetiske besættelsesmagt sendte dem til Sibirien.
Den yngste af de tvangsforflyttede estere var så vidt vides den tre dage gamle Anne Ojaäär fra Hiiumaa, den ældste var den 85-årige Maria Räägel fra Abja vald (Abja sognekommune).
Antallet af deporterede blev første gang opgjort af historikeren Ervin Kivimaa den ved Tartu Ülikool (Tartu Universitet) i en kandidatafhandling fra 1970. Det nøjagtige antal af deporterede kendes ikke, men det er alene for Estlands vedkommende vurderet til 20.722.
Deportationernes formål var at "straffe" kulakker, landbrugere med et egen jord, egne husdyr og medhjælpere og
1. at knække enhver nationalt sindet modstand mod Sovjets besættelse af de baltiske lande, herunder den modstand der ydedes af aktive frihedsbevægelser – i Estland "Skovbrødrene" (estisk: metsavennad) flere år efter, at 2. verdenskrig officielt var afsluttet),
2. at knuse selvejerlandbrug og erstatte det med kollektiv-landbrug.

På grund af de høje dødsrater for de deporterede og den ekstreme underfertilitet blandt de deporterede er martsdeportationerne klassificeret som overlagt folkemord.

## Operation"Priboi"

### Deporteringer som sovjetisk virkemiddel
Folkemord og deportering var et fast led i styrets forsøg på at knække enhver folkelig vilje. I årene fra 1940 til 1952 blev overgreb inden for det af Sovjetunionen magtområde anvendt mod
- mere end 203.000 baltere,
- 815.000 tyskere,
- 93.139 kalmukker,
- 190.000 Krim-tartarer,
- 387.229 tetjener,
- 91.250 ingusier,
- 37.103 balkarer,
- 70.095 karatsener,
- mere end 90.000 tyrker,

eller over 2,4 millioner ikke-slaviske indbyggere. Oveni disse kom deporterede russere, hviderussere og ukrainere. Da Sovjetunionen ved 2. verdenskrigs afslutning genvandt kontrollen over Østeuropa, hørte det til Den røde Hærs faste handlinger at gennemføre omfattende repressioner og etniske udrensninger.

### Baggrund
I de baltiske lande som andetsteds i Østeuropa, hvor Den røde Hær rykkede ind fra 1944, rejste befolkningen frihedsbevægelser, hvis hovedformål var befrielse fra den sovjetiske besættelse. I Estland var det de såkaldte skovbrødre (estisk: metsavennad), der betegnede denne folkelige modstand. I erkendelse af den styrke og tilslutning i befolkningen, som disse modstandsrørelser kunne mobilisere, skrev Alexsandr Mishutin, anklager i Lettiske SSR, en hemmelig rapport til Moskva dateret 21. september 1948, hvor han rapporterede om disse "kontrarevolutionære" grupper – herunder "kulakker", undergrundsrørelser og andre "fjender af folket". Som følge heraf blev der af Sovjetunionens Øverste Sovjet vedtaget et dekret af 26. november 1948 fulgt op af en beslutning nr. 390-1388ss pr. 29. januar 1949 om deportering af "kulakker", "nationalister", "banditter", deres tilhængere og deres familier i Estland, Letland og Litauen. For at sikre den mest effektive gennemførelse af projektet udarbejdede Sovjetunionens Sikkerhedsministerium en særlig operativplan "Priboi", "Bølgebryder".

### Beslutningen
Den 28. januar godkendte Sovjetunionens Ministerråd en beslutning med titlen "Hjælpemidler for landbruget i det Estiske, Lettiske og Litauiske SSR" og den følgende dag "Beslutning nr. 390-1388ss om deportering af kulakkers, banditters og nationalisters familier" ("О выселении с территории Литвы, Латвии и Эстонии кулаков с семьями, семей бандитов и националистов, находящихся на нелегальном положении, убитых при вооруженных столкновениях и осужденных, легализованных бандитов, продолжающих вести вражескую работу, и их семей, а также семей репрессированных пособников бандитов").
Den 28. februar 1949 underskrev Viktor Abakumov, minister for Ministeriet for Statslig Sikkerhed (MGB) SSSR MGB ordre nr. 0068 om forberedelse og gennemførelse af massedeportationerne ved hjælp af interne styrker fra Sovjetunionens MGB under ledelse af stableder Burmak suppleret ved SSSR MGB ordre nr. 00225 om hjælp fra andre grene af SSSRs indenrigsministerium om ulige støtte til MGB.
Til gennemførelse af operation "Priboi" nedsattes en styringsgruppe for planlægningen af operationen bestående af:
1. Stabsleder Burmak (leder af Sovjetunionens MGB interne styrkers administrative ledelse),
2. Generalløjtnant Golovko (leder af de indre sikkerhedsstyrker i det baltiske distrikt),
3. Generalmajor Leontev (kommandør af de indre sikkerhedsstyrker i Riga),
4. Kaptajnløjtnant Kotov (leder af kommunikationsenhederne),
5. Kaptajnløjtnant Spektor (leder af transportenhederne),
6. Kvartermester kaptajn Sakharov,
7. Kaptajn Rizhov (særlig udsending fra Sovjetunionens MGB interne styrkers administrative ledelse).

De skulle sikre tvangsdeporteringen af 30.000 familier fra Baltikum.

## Organisatorisk forberedelse
Ved tre dybt hemmelige cirkulærer udformet af Eesti NSV Ministrite Nõukogu (Estiske SSRs Ministerråd) fastlagdes de estiske „kulakkers” deportering, omflytning og deres familiebrugs likvidering. Først udarbejdedes ved Eesti NSV Töörahva Saadikute Maakonna- ja Linnanõukogude Täitevkomiteede (Estiske SSRs Arbejderes Repræsentanters Aktivkomiteer i amts- og bysovjetter) amtslige navnelister med over 3.824 familier, der skulle deporteres. Ved det andet cirkulære føjedes endnu 128 „kulakfamilier” til, og ved et tredje cirkulære fastlagdes retningslinjerne for konfiskation af „kulakkiske” familiebrug. „Kulakkers” ejendom og husdyr fraset personlige ejendele, husgeråd, tøj, bestik, småinventar og madforråd konfiskeredes til dækning af statslige forpligtelser eller – hvis sådanne ikke kunne påkaldes – overdroges gratis til kolšoser. Anden formue blev solgt og pengene herfra gik i statskassen.
Omtrent ti dage inden igangsættelsen af martsdeportationerne 1949 indkaldte EK(b)P Keskkomitee (Estlands bolshevikiske Kommunistiske Centralkomitee, EK(b)KC) til et instruktionsmøde, hvilket blev ledet af EK(b)KCs første sekretær Nikolai Karotamm for de i hvert amt (maakond) af Centralkomiteen udpegede repræsentanter, der fik at vide, at de var udpeget af EK(b)KC og Eesti NSV Ministrite Nõukogu (Ministerådet) til at gennemføre deporteringen af kulakker og sovjetfjendtlige elementer fra sovjetrepublikken. Ifølge Arnold Meri (der af samme grund var anklaget for forbrydelser mod estiske statsborgere i en endnu ved hans død den 27. marts 2009 verserende retssag) foregik instruktionen mundtligt. Ifølge Arnold Meri var det repræsentanternes opgave at kontrollere, at deporteringen skete i henhold til ÜK(b)P KK og NSVL MN fællescirkulære af den 29. januar 1949. Repræsentanterne skulle hjælpe sikkerhedsorganerne i amterne med at gennemføre deportationerne, i samarbejde med partikomiteernes førstesekretærer kontrollere de deporteredes dokumenter og sikre, at det var godtgjort, at de skulle deporteres for at undgå slendrian, misforståelser og af ondskab (læs: hævngerrige) familier, der ikke var udpeget til deportering. Der er ikke fundet dokumenter om grundlaget for udpegelsen af repræsentanter eller deres instruks, men i Karotamms dagbogsnotater er fundet notater, under 9. marts 1949 om „KK liikmete instr” (instruktion af Centralkomiteens medlemmer), „50 kõnelejat (instr.).” (50 vejlederes instruktion) og "kõnelejate instrueerimine” (instruering af vejledere):
EK(b)P KK ja Eesti NSV Ministrite Nõukogu volinikud 1949. aasta kulakute ja nõukogudevastaste elementide vabariigist väljasaatmisel (Ansvarlige for EK(b)KC og Estiske SSRs Ministerråds deportering af kulakker og sovjetfjendtlige elementer 1949): Arnold Meri – Hiiumaa, Arnold Green – Viljandimaa,

## Teknisk forberedelse og anvendte ressourcer
I Estland blev deporteringerne koordineret af Estiske SSRs sikkerhedsminister Boris Kumm og Sovjetunionens Statslige Sikkerhedsministeriums repræsentant i Estiske SSR (NSVL RJM) repræsentant i Estiske SSR, generalmajor Ivan Jermolin, hvorunder hørte en 12-personers operativstab.
Estiske SSRs Statslige Sikkerhedsministerium (Eesti NSV Riikliku Julgeoleku Ministeerium, ENSV RJM) fik derefter som sit første ansvar ved "Priboi"s gennemførelse at udarbejde en navneliste i februar 1949. Til Estland ankom NSVL RJM repræsentant i Estiske SSR, generalmajor Ivan Jermolin og gav Estiske SSRs statslige sikkerhedsministeriums minister Boris Kumm besked om hans opgaver. Sikkerhedstjenestens medarbejdere i rajonerne (den daværende sovjetiske administrative inddeling) fik i hemmeligt opdrag at fastslå kulakkers og nationalistiske familier og forberede den for deportationerne nødvendige dokumentation. En udsending fra ENSV RJM blev sendt til hvert amt, og for hvert amt fastlagdes en kvote for deportative familier foruden en reserve. Allerede i beslutningen fra Sovjetunionens Ministerråd af 29. januar nr. 390-139ss var officielt fastlagt for hvert af de baltiske sovjetrepublikker antallet og fordelingen af deporterbare personer. Således skulle fra Estland ifølge beslutningen deporteres 7.500 familier og 22.500 individer.
Næste etape var, at ENSV RJM organiserede arrest og sammenstuvning af de udpegede deporterbare til afsendelsescentre. Estiske SSRs Indenrigsministerium (Eesti NSV Siseministeerium, ENSV SM) skulle derimod sikre, at frembringelsen til afsendelsescentrene kunne sikres. Underenhederne under Sikkerhedsministeriet blev ledet af minister
Boris Kumm, Indenrigsministeriet af Aleksander Resev, hjemmeværnets virksomhed blev i tiden for operation "Priboi" koordineret af Estiske SSRs Statslige Sikkerhedsministeriums hjemmeværns leder generalløjtnant Pjotr Burmak (1901-1973).
På grundlag af en forespørgsel fra Estiske SSRs Indenrigsministerium blev det 5. marts klarlagt, et fabriksområderne i Sibirien kunne tage imod præcis 29.467 familier, hvilket faktisk allerede ved NSVL MNs beslutning nr.390-138ss var fastlagt og derfor et forudsigeligt resultat. Alle vigtige beslutninger blev taget i Moskva af ÜK(b)P) Keskkomitee (Sovjetunionens Centralkomite). Til overordnet ledelse af "Priboi" blev i Riga oprettet en operativ stab, ledet af NSVL RJM første viceminister, generalløjtnant Sergei Ogoltsov.
"Priboi" skulle gennemføres i Baltikum på en enkelt dag. I Estland var planerne endeligt færdige den 17. marts og i alle amter blev udkommanderet EK(b)P KK og Eesti NSV Ministrite Nõukogus udsendinge, der skulle styre de stedlige underenheders virksomhed. Indenrigsministeriet skulle til sikring af operationen have forøget beredskab ved de under ministeriet hørende enheder af jernbanevagter (alle broer over 100 m lange havde eget vagtkorps), i grænsevagten, militsiaen, fængsels- og brandvæsen.
Estiske SSR's indenrigsministerium fik til opgave at sammensætte togsæt med tremmeforsynede godsvogne, hvilket var fuldbragt den 21. marts. I henhold til de af NSVL RJM planlagte 19 togsæt ja 16 pålæsningssteder blev udpeget 19 ledere af pålæsningssteder og 19 ledere af togsættene med viceledere for sidstnævnte, der havde ansvar for operationen ja materielforsyninger. I alt indgik i togsættenes sammensætning 76 officerer, 456 konvojtroppesoldater og 57 medicinalarbejdere – til hver togsæt en læge og to sygeplejersker. 10 togsætledere og hele det medicinale personale blev kommanderet til Estland fra andre dele af Sovjetunionen. Under operationens gennemførelse ankom yderligere henved 1.200 specialister-operativarbejdere 1200. Til pågribelse og transport af de deporterbare oprettedes 1.987 operativgrupper med i alt 23.024 medlemmer (operationsaktive og sikkerhedssoldater foruden stedlige håndlangere). Veje og kørselsruter blev fastlagte.

### Ekstra styrker
Foruden de styrker, som allerede fandtes i Estland og Letland, blev yderligere 8.850 soldater sendt til Baltikum fra andre dele af Sovjetunionen for at medvirke ved operationen, heraf 4.350 til Estland:
| Yderligere MGB interne tropper sendt til Estland:             |                |
| Sovjetiske MGB interne troppeenheder                          | Antal personer |
| 1ste Motorisede Infanteri Division (Moskva), sammensat styrke | 850            |
| 13nde Motorisede Infanteri Division (Leningrad), et regiment  | 700            |
| 7nde Division (Minsk), et regiment                            | 1.000          |
| Officerskorps fra Træningsskolen (Sordavala, Karelen)         | 400            |
| Sergenter i Sikkerhedskorpset                                 | 1.400          |
| I alt                                                         | 4.350          |

og 4.500 til Letland:
| Yderligere MGB interne tropper sendt til Letland:            |                |
| Sovjetiske MGB interne troppeenheder                         | Antal personer |
| 1ste Motoriserede Infanteri Division (Moskva), to regimenter | 2.000          |
| 4de Division (Litauen), et regiment                          | 1.000          |
| Militære Specialskole (Saratov)                              | 1.000          |
| Sergenter i Sikkerhedskorpset                                | 500            |
| I alt                                                        | 4.500          |

### Telekommunikation
Telekommunikation spillede en afgørende rolle for at sikre en effektiv gennemførelse af operationen, så MGB lagde beslag på samtlige civile telefoncentraler under forløbet. For at sikre den tilsigtede kommunikation under operationen blev extra 2.210 telekommunikatører fra MGB sendt til Baltikum:
| Extra MGB telekommunikatører fra Sikkerhedsministeriet sendt til Baltikum i forbindelse med "Priboi": |       |
| Radiooperatører                                                                                       | 812   |
| Felt-radiofolk                                                                                        | 862   |
| Kommunikationsofficerer                                                                               | 136   |
| Telefonoperatører                                                                                     | 400   |
| I alt                                                                                                 | 2.210 |

### Køretøjer
I alt 8.422 køretøjer blev anvendt ved operationen. 5.010 civile køretøjer blev rekvireret, resten var militære, heraf 1.202 hentet fra Leningrad Militær Distrikt, 210 fra Hviderussiske Militær Distrikt og 700 af MGB-s egne lastbiler. Omkring 1.250 ton brændstof blev oplagret til brug under operationen. De extra køretøjer blev samlede lige uden for de baltiske staters grænse for ikke at vække opmærksomhed om det forestående og først sendt ind i de tre lande ved operationens begyndelse. Antallet af lastbiler reserveret for hver stat var:
| Køretøjer ved operationen: |                    |                  |       |
| Stat                       | Militære køretøjer | Civile køretøjer | I alt |
| Estiske SSR                | 1.202              | 1.956            | 3.158 |
| Lettiske SSR               | 1.500              | 1.816            | 3.316 |
| Litauiske SSR              | 710                | 1.238            | 1.948 |
| I alt                      | 3.412              | 5.010            | 8.422 |

### Ekstra personale
Deportationerne skulle udføres af små operative enheder på 9-10 mand, hver med 3 repræsentanter for Sovjetunionens Sikkerhedsministerium, MGB, (herunder gruppelederen), 2 lokale soldater fra hver sovjetrepubliks udryddelsesbataljon og 4-5 stedlige håndlangere fra Kommunistpartiet forsynede med våben fra Sikkerhedsministeriet.
| Anvendt personale:                                          |        |               |
|                                                             | Antal  | Fordeling (%) |
| Statssikkerhedspersonale                                    | 8.215  | 10,8          |
| Sovjetiske tropper fra MGBs interne styrker                 | 21.206 | 27,8          |
| Tropper fra MGB Udryddelsesbataljonerne i sovjetrepublikken | 18.387 | 24,1          |
| Håndlangere fra kommunistpartiet                            | 28.404 | 37,1          |
| I alt                                                       | 76.212 | 100,0         |

Mere end 76.000 personer medvirkede ved aktionen

### Ekstra våben
For at sikre tiltrækkeligt med våben for operationsgrupperne blev extra våben fremsendt:
| Extra våben sendt frem til brug ved operationerne: |               |        |
| Sovjetrepublik                                     | Maskingeværer | Rifler |
| Estiske SSR                                        | 1.470         | 1.400  |
| Lettiske SSR                                       | 2,495         | 500    |
| Litauiske SSR                                      | 510           | 0      |
| Reserve                                            | 550           | 0      |
| I alt                                              | 5.025         | 1.900  |

Det blev således sat forholdsvis store ressourcer ind på at rette et knusende slag imod de baltiske landes nationalt og frihedssindede modstandsfolk.

## Gennemførelsen af martsdeportationerne
Operationen søgtes hemmeligholdt til det sidste. Radiostationer blev sendt til sognecentre og opsamlingssteder først en time eller to inden operationens start og samtidig rekvireredes navnelister over de planlagte deporterede. Den 25. marts tidligt om morgenen spredtes deportationskommandoerne til deres arbejdssteder. Der blev deportationskommandoernes og påladningspunkternes ledere forenede og operationen kunne begynde. Estiske SSRs indenrigsminister Aleksander Resev afgav den 12. april en redegørelse til SSSRs indenrigsminister Sergei Kruglov, ifølge hvilken operativgrupperne startede arrestationen af deportative familier i Estland den 25. marts kl. 06.00 om morgenen, i Tallinn allerede kl. 04.00. Ved sammenstuvning i jernbanevognene regnedes med en norm på 48-50 personer hhv. 24-25 personer pr. godsvogn. Da det viste sig, at normen ikke kunne holdes, blev der stoppet henholdsvis 40-44 i godsvogne med fire hjulaksler og 20-22 i godsvogne med to hjulaksler. I hele Estland forblev tomme 112 godsvogne. Inden togafgang blev udpeget henholdsvis en estisk og en russisktalende "vognleder" blandt de deporterede, der skulle udarbejde såkaldte "godsvognsnavnelister". Nogle allerede læssede lykkedes det at flygte, andre måtte lægebehandles. Den 27. marts ved middagstid var alle forberedelser afsluttede og godsvognene fyldte med baltere sendt af sted mod Sibirien, således blev folk fra Tartu sendt i retning af Omsk. I alt varede rejsen 11 døgn, fra den 27. marts til den 7. april. Enkelte flygtede undervejs. Omkring 3.000 døde under deporteringstransporten.
Fra hele Estland afsendtes i alt 20.723 civile, heraf nåede 20.600 til de udpegede rejsemål. Nedenfor en oversigt over de deporteredes geografiske fordeling i absolutte tal:
| Maakond (amt) | Antal planlagte deporterede | heraf landdistrikter | Antal deporterede | heraf landdistrikter | Undgik deportering | heraf landdistrikter |
| ------------- | --------------------------- | -------------------- | ----------------- | -------------------- | ------------------ | -------------------- |
| Ida-Virumaa   | 1.443                       | 1.363                | 1.142             | 1.083                | 301                | 280                  |
| Lääne-Virumaa | 2.253                       | 2.111                | 1.691             | 1.590                | 562                | 521                  |
| Järvamaa      | 1.775                       | 1.641                | 1.321             | 1.299                | 454                | 403                  |
| Harjumaa      | 1.779                       | 1.757                | 1.321             | 1.299                | 458                | 458                  |
| Raplamaa      | 1.657                       | 1.657                | 1.139             | 1.139                | 518                | 518                  |
| Läänemaa      | 1.382                       | 1.254                | 994               | 893                  | 388                | 361                  |
| Hiiumaa       | 285                         | 267                  | 267               | 249                  | 18                 | 18                   |
| Saaremaa      | 1.272                       | 1.221                | 1.025             | 988                  | 247                | 233                  |
| Pärnumaa      | 3.202                       | 2.897                | 2.359             | 2.147                | 844                | 750                  |
| Viljandimaa   | 3.299                       | 3.003                | 2.276             | 2.115                | 1.023              | 888                  |
| Jõgevamaa     | 1.963                       | 1.867                | 1.462             | 1.400                | 501                | 467                  |
| Tartumaa      | 2.581                       | 1.966                | 1.754             | 1.373                | 827                | 593                  |
| Valgamaa      | 1.734                       | 1.536                | 1.409             | 1.240                | 325                | 296                  |
| Põlvamaa      | 1.583                       | 1.583                | 1.010             | 1.010                | 573                | 573                  |
| Võrumaa       | 1.577                       | 1.473                | 1.063             | 990                  | 514                | 483                  |

Af tallene ses, at hovedvægten lå på deportering fra landdistrikterne, i gennemsnit 88,1 % af de planlagte deporterede og 88,9 % af de faktisk deporterede. I tallene indgår også deportering fra byerne:
| Linn (stad) | Antal planlagte deporterede | Antal deporterede | Undgik deportering |
| ----------- | --------------------------- | ----------------- | ------------------ |
| Tallinn     | 1251                        | 869               | 382                |
| Tartu       | 527                         | 321               | 206                |
| Pärnu       | 257                         | 180               | 77                 |
| Viljandi    | 193                         | 101               | 92                 |
| Valga       | 177                         | 149               | 28                 |

Efter andel af befolkningen i %, der skulle have været, blev og undgik af blive deporteret var fordelingen denne:
| Maakond (amt) | Antal planlagte deporterede | Antal deporterede | Undgik deportering |
| ------------- | --------------------------- | ----------------- | ------------------ |
| Ida-Virumaa   | 3,4                         | 2,7               | 0,7                |
| Lääne-Virumaa | 3,7                         | 2,8               | 0,9                |
| Järvamaa      | 3,7                         | 2,8               | 0,9                |
| Harjumaa      | 3,1                         | 2,3               | 0,8                |
| Raplamaa      | 4,0                         | 2,8               | 1,2                |
| Läänemaa      | 3,5                         | 2,5               | 1,0                |
| Hiiumaa       | 1,9                         | 1,8               | 0,1                |
| Saaremaa      | 2,5                         | 2,0               | 0,5                |
| Pärnumaa      | 5,1                         | 3,8               | 1,3                |
| Viljandimaa   | 5,5                         | 3,9               | 1,6                |
| Jõgevamaa     | 4,2                         | 3,2               | 1,0                |
| Tartumaa      | 3,6                         | 2,5               | 1,1                |
| Valgamaa      | 4,8                         | 3,9               | 0,9                |
| Põlvamaa      | 3,1                         | 2,0               | 1,1                |
| Võrumaa       | 3,1                         | 2,1               | 1,0                |

svarende til, at 3,8 % af befolkningen i Estland var planlagt deporteret, 2,8 % blev deporteret og 1,0 % undgik deportering.

## Deporteringernes omfang
Fra de baltiske lande blev i alt deporteret mere end 90.000 personer (de endelige tal er endnu ikke sikre). Et foreløbigt overslag for alle tre baltiske lande har givet følgende tal:
| Samlet udfald ved operation "Priboi": |                |                |        |
| Sovjetrepublik                        | Antal familier | Antal personer | Togsæt |
| Estiske SSR                           | 7.488          | 20.713         | 15     |
| Lettiske SSR                          | 13.624         | 42.149         | 31     |
| Litauiske SSR                         | 9.518          | 31.917         | 20     |
| I alt                                 | 30.630         | 94.779         | 66     |

| Køn og alder på deporterede: |        |           |
|                              | Antal  | Andel (%) |
| Mænd                         | 25.708 | 27,1      |
| Kvinder                      | 41.987 | 44,3      |
| Børn (16 år eller yngre)     | 27.084 | 28,6      |
| I alt                        | 94.779 | 100,0     |

## Deporteringsmål
De baltiske deporterede blev sendt så dybt ind i Sibirien som overhovedet muligt med status som "særlige nybyggere" og for 20 år eller mere. Vilkårene for at drive landbrug og dermed skaffe sig et udkomme var fortvivlende, og der var fastlagt strenge straffe for forsøg på at flygte – for slet ikke tale om at vende tilbage til de deporteredes baltiske hjemstavne. Langt de fleste endte i stats- eller kollektivlandbrug:
| De deporteredes fordeling efter arbejdssted: |        |           |
|                                              | Antal  | Andel (%) |
| Kolshoser                                    | 75.790 | 80,0      |
| Sovshoser                                    | 16.005 | 16,9      |
| Fabrikker                                    | 2.031  | 2,1       |
| Skovbrug                                     | 953    | 1,0       |
| I alt                                        | 94.779 | 100,0     |

Nedenfor en oversigt over deporteringsmålene og omfanget af deporteringer til disse:
| Fordeling af de deporterede baltere |                |                |                                |                          |
| Deporteringsmål                     | Antal familier | Antal personer | Gennemsnitlig familiestørrelse | Andel i % af deporterede |
| Amur Oblast                         | 2.028          | 5.451          | 2.6                            | 5,7                      |
| Irkutsk oblast                      | 8.475          | 25.834         | 3.0                            | 27,2                     |
| Krasnojarsk kraj                    | 3.671          | 13.823         | 3.8                            | 14,6                     |
| Novosibirsk oblast                  | 3.152          | 10.064         | 3.2                            | 10,6                     |
| Omsk oblast                         | 7.944          | 22.542         | 2.8                            | 23,8                     |
| Ukendt, andre                       | 5.360          | 17.057         | 3.2                            | 18,0                     |
| I alt                               | 30.630         | 94.779         | 3.1                            | 99,9                     |

## Amnesti
Kort efter Jossif Stalins død begyndte rehabilitering af deporterede. Lavrenti Beria gav omfattende amnesti med det formål at afvikle GULAG. Først slap de fri, der havde korte straffe ved domme i henhold til straffelovgivningen, herunder mange stemplet som kulakker. I løbet af et år vendte 9.000 frigjorte tilbage til Estland. Beria havde tillige planer om at frigive politiske fanger, men han blev væltet og det trak ud. Nikita Khrusjtjov gav i 1956 endelig amnesti til de, som var represserede i stalin-tiden. Fra 1956 til 1961 vendte 30.000 deporterede og arresterede tilbage til Estland.

## Betydning
De samlede virkninger af martsdeporteringerne er vanskelige at opgøre. For Estlands vedkommende er beregnet, at 32.536 personer var ofre for deporteringsplanerne. Omkring 3.000 døde under rejsen til Sibirien, 2.896 døde i Sibirien fra 1949 til 1958. Beregninger over den markant lavere fertilitet blandt de deporterede viser, at 5.000 børn statistisk forblev ufødte. Sammenlagt blev 10.000 estiske liv ofret ved "Priboi" og langt flere fik livslange skader på sjæl og legeme. Det anses for den måske største katastrofe i Estlands historie siden landet erklærede sin selvstændighed.

## Retsprocesser over medvirkende ved deportationerne
- Det tidligere Eesti NSV Riikliku Julgeoleku Ministeerium operativmedlem for Saaremaa Stepan Nikejev anklages for deltagelse i den 25. marts 1949 gennemførte deportationsoperation "Priboi" og for deportering af 12 personer fra Kaarma vald (Kaarma sognekommune).
- Pjotr Kislõi,[12]
- Vladimir Kask, [13]
- Heino Laus
- Rudolf Sisask
- Viktor Martson
- Albert Kolga
- August Kolk
- Vello Paltmann,
- Jaan Pähna,
- Arnold Meri [14]